# Плака (фортеця)
Плака (крим. Plaka; також Карабаг-Бурун, крим. Qarabağ Burun) — руїни укріплення XIII століття, що знаходяться на мисі Плака, на Південному березі Криму в селищі Карасан Великої Алушти. Рішенням Кримського облвиконкому № 16 від 15 січня 1980 року (обліковий № 176) «укріплення на мисі Плаку» XIII—XV століття оголошено історичною пам'яткою регіонального значення. Нині залишки укріплення на місцевості майже не простежуються.

## Опис
Укріплення розташовувалося на вершині невеликого лакколіту з обривистим південним, східним і західним схилами; з доступного північного боку в XIII столітті було зведено кріпосну стіну з бутового каменю на вапняному розчині. Фортеця мала дві лінії оборони: одна відгороджувала північну ділянку скелі, інша — вершину мису, яку історики вважають цитаделлю. Розмір укріпленої території приблизно 155 на 50 м, площею 0,85 гектара, з яких на цитадель припадає 0,28 гектара. Захищена частина мису була щільно забудована будинками, критими черепицею, а під фортецею, на території сучасного парку маєтку Гагаріної, розташовувалося поселення, майбутній Кучук-Ламбат. Укріплення виникло в XIII столітті — це, як і будівництво багатьох інших укріплень у той період, історики пов'язують із монгольськими вторгненнями до Криму (починаючи з 1223 року), сельджуцькою експансією і переходом гірського Криму в зону впливу Трапезундської імперії. Укріплення загинуло в пожежі в другій половині XIII століття і більше не відновлювалося. Раніше існувала версія, що в XIV—XV столітті замок міг входити в капітанство Готія генуезьких володінь і існував до завоювання Криму османськими військами 1475 року. Сучасні дослідження говорять про те, що укріплення було зруйноване в останній чверті XIII століття і більше не відновлювалося. За окремими знахідками кераміки в парку і на забудованій території припускають існування поселення з перших століть нашої ери, але для підтвердження або спростування цього необхідні розкопки, які за наявних умов поки що неможливі. Є лише повідомлення про знахідку в розмивах на березі капітелі храму VI—VII століття.